# Leopoldo di Limburg-Stirum
Leopoldo di Limburg-Stirum, conte di Limburg-Stirum e di Bronckhorst e signore di Gemen (Hoogeveen, 12 marzo 1758 – Le Hague, 25 giugno 1840), fu membro del triumvirato olandese che prese il potere nel 1813 per ristabilire la monarchia nei Paesi Bassi dopo l'occupazione francese.

## Biografia
Leopoldo era capitano del 2º reggimento Orange-Nassau.
Durante l'occupazione francese dei Paesi Bassi fu anche governatore di Le Hague. Dopo che le truppe francesi, al comando di Charles-François Lebrun, duca di Piacenza vennero costrette ad abbandonare il paese, egli prese le redini del governo dei Paesi Bassi assieme a Gijsbert Karel van Hogendorp ed a Frans Adam van der Duyn van Maasdam. Il loro governo venne chiamato Driemanschap. Durante questo periodo egli fu anche ministro della guerra e responsabile del mantenimento dell'indipendenza nazionale contro le mire espansionistiche di annessione di Prussia ed Inghilterra.
I tre statisti invitarono l'ormai dimenticato principe Guglielmo VI d'Orange (poi re Guglielmo I dei Paesi Bassi) a Le Hague per riprendere il trono. Il 30 novembre 1813 il conte di Limburg-Stirum accolse personalmente il principe sulla spiaggia di Scheveningen ed il 6 dicembre il governo provvisorio gli offrì ufficialmente il titolo di re. Guglielmo rifiutò, preferendo invece proclamarsi "principe sovrano". Confermò Leopoldo quale governatore di Le Hague e lo nominò tenente generale dell'esercito olandese.
L'8 luglio 1815, Leopoldo di Limburg-Stirum venne nominato cavaliere di gran croce dell'Ordine del Leone dei Paesi Bassi. 
Nel 1828 divenne generale di fanteria.
Dal 1833 alla sua morte fu membro del Senato olandese.

## Matrimonio e figli
Si sposò nel 1782 con Theodora van der Does, signora di Noordwijk (1758-1793). La coppia ebbe quattro figli:
- Wilhelmina Frederica Sophia (1784 - 1870);
- Wigbold Albert Willem, conte di Limburg Stirum Noordwijk, barone dell'Impero, (16 aprile 1786 - 15 gennaio 1855), membro del notabelenvergadering (1814), membro del Senato olandese, cavaliere dell'Ordine del Leone dei Paesi Bassi. Sposò nel 1811 Maria Margareta Elisabeth, baronessa van Slingeland (1790 - 1834);
- Otto Jan Herbert (1789 - 1851). Sposò in prime nozze nel 1814 la baronessa Josephine Arnoldine Rengers (1789 - 1839); in seconde nozze nel 1843 sposò Sophia Augusta von Buchwald (1814 - 1890);
- Frederik Govert (1790 - 1813). Morì durante la battaglia di Lipsia.

Nel 1801 si sposò con Maria van Styrum (1763 - 1848). La coppia ebbe una sola figlia morta in tenera età:
- Marie Johanna Leopoldine (1803 - 1808).